# Cromosoma 9
El cromosoma 9 és un dels 23 parells de cromosomes dels ésser humà. Posseïx uns 145 milions de parells de bases i representa el 4-4,5%del ADN total de la cèl·lula.
La identificació de gens en cada un dels cromosomes és obtinguda per mitjà de diferents mètodes, la qual cosa dona lloc a petites variacions en el nombre de gens estimats en cada cromosoma, segons el mètode utilitzat. S'estima que el cromosoma 9 conté al voltant de 800 i 1200 gens.

## Gens

Imatge del cromosoma 9 humà.

A continuació s'indica alguns dels gens localitzats en el cromosoma 9:
- ABO: Glicosiltransferases del sistema ABO.
- ADAMTS13: Metalopeptidasa ADAM amb trombospondina tipus 1, motiu 13.
- ALAD: Aminolevulinato delta-deshidratasa.
- Aldolasa B
- ALS4: Esclerosi lateral amiotròfica 4.
- ASS: Arginosuccinat sintetasa.
- CCL21: Quimiocina (motiu C-C) lligant 21, SCYA21.
- CCL27: Quimiocina (motiu C-C) lligant 27, SCYA27.
- COL5A1: Col·lagen, tipus V, alfa 1.
- ENG: Endoglina (Síndrome d'Osler-Rendu-Weber 1).
- FXN: Frataxina.
- GALT: Galactosa-1-fosfato uridililtransferasa.
- GRHPR: Glioxilat reductasa/hidroxipiruvat reductasa.
- IKBKAP: Potenciador del gen inhibidor del polipèptid lleuger kappa en los limfòcits B, proteïna associada al complex cinasa.
- TGFBR1: Receptor tipus I del factor del creixement transformant beta.
- TMC1: Canal transmembranal 1.
- TSC1: Esclerosi tuberosa 1.